# 여로를 위하여!
"여로를 위하여!"(For a Long Way You Have Gone Through!)는 한국에서 제작된 반소현 감독의 2008년 드라마, 가족 영화이다. 김원정 등이 주연으로 출연하였다.

## 출연

### 주연
- 김원정
- 손철민
- 김경식

## 기타
- 프로듀서: 정하린
- 조명: 송현석
- 조연출: 윤재원
- 붐어시스턴트: 이승민
- 붐어시스턴트: 이덕찬
- 믹싱: 김은웅